# Ehrenmal für die Opfer des Faschismus am Loeperplatz

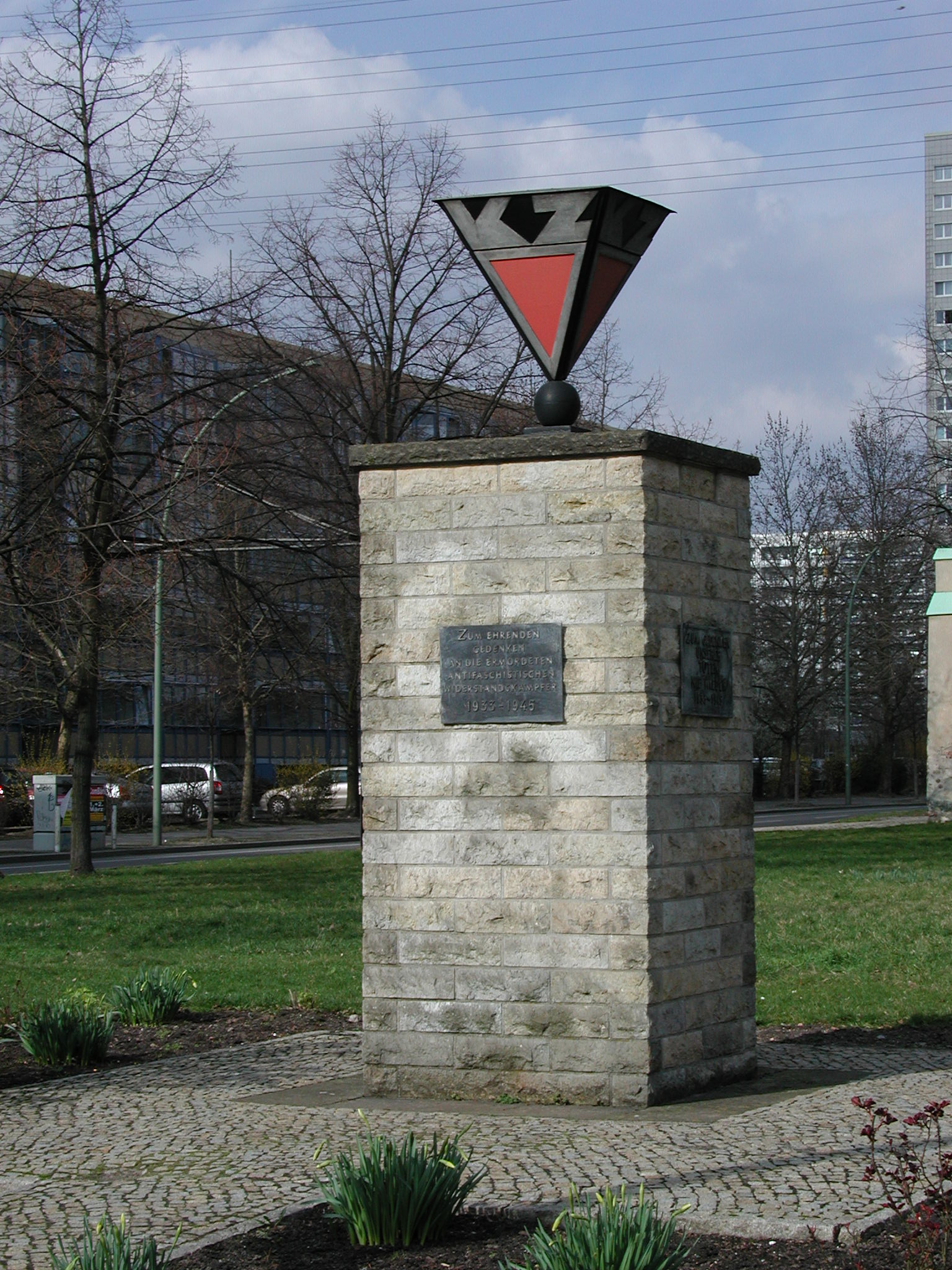
Ehrenmal für die Opfer des Faschismus

Das Ehrenmal für die Opfer des Faschismus am Loeperplatz (auch Opfer des Nationalsozialismus) ist ein gelistetes Kulturdenkmal und zugleich ein Teil des Baudenkmalensembles rund um den Loeperplatz. Es steht im Ortsteil Lichtenberg des Berliner Bezirks Lichtenberg auf dem historischen Anger.

## Geschichte
Die VVN hat im Jahr 1948 den Bau und die Aufstellung der Gedenkstätte zu Ehren der in der NS-Zeit ermordeten Widerstandskämpfer hier veranlasst. Aufgestellt wurde das Ehrenmal in Sichtweite der Alten Lichtenberger Pfarrkirche. Die feierliche Einweihung erfolgte im Jahr 1950.
In den 1960er Jahren wurde das Ehrenmal erneuert.
Am jährlich begangenen Tag des Widerstands (27. Januar) finden hier – wie an vielen anderen entsprechenden Orten in der Stadt und im Bezirk – offizielle Kranzniederlegungen statt.

## Beschreibung
Das etwa zwei Meter hohe Denkmal besteht aus einem mit Natursteinriemchen verkleideten Betonpfeiler mit quadratischem Querschnitt, auf dem ein dreidimensionales rotes auf der Spitze stehendes Dreieck modelliert ist. Es trägt die Buchstaben KZ (für Konzentrationslager) und symbolisiert damit die von den Nationalsozialisten verwendeten Roten Winkel, welche die politischen Gefangenen als Ärmelaufnäher tragen mussten.
Auf einer der vier Seiten des Sockels befindet sich eine Bronzetafel mit der Inschrift: Zum ehrenden / Gedenken / an die ermordeten / antifaschistischen Widerstandskämpfer / 1933–1945; auf der benachbarten Seite ist der folgende Mahntext zu lesen:  Zum Gedenken / unserer / Toten / Nie wieder. / 1933–1945. 